# Olim (Urkundensammlung)

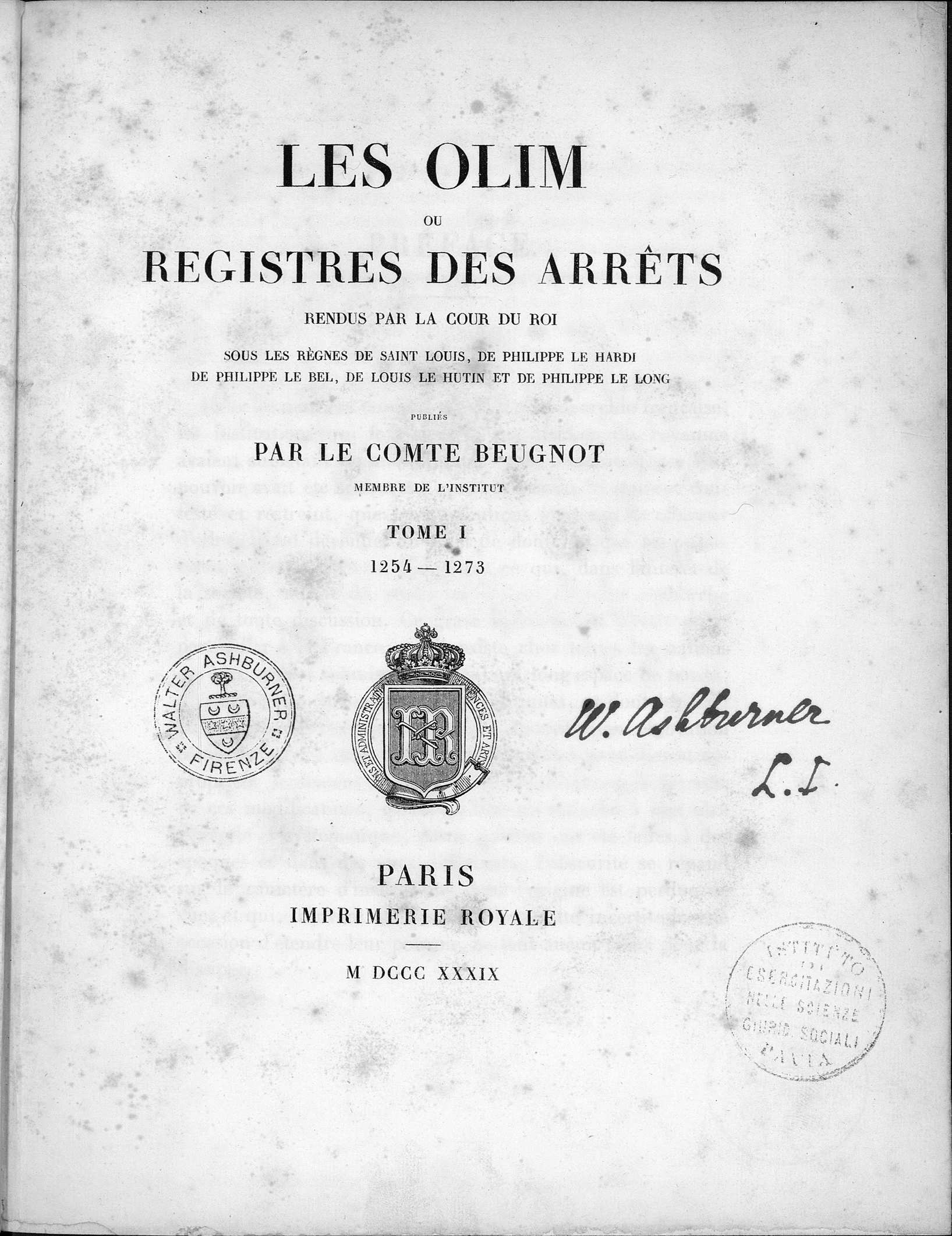
Les olim, tome I, 1839

Mit dem lateinischen Wort Olim (deutsch einst) werden die sieben ältesten Register der Urkundensammlung des obersten Gerichtshofs von Frankreich, dem Parlement, bezeichnet.
Die systematische Zusammenfassung der im Parlement gefällten Urteile begann im Jahr 1254, nach der Rückkehr König Ludwigs IX. von dem Kreuzzug nach Ägypten. In der Regel wird damit auch die endgültige Herauslösung des Parlements aus dem königlichen Rat (curia regis) als eigenständiges Gerichtsgremium angesetzt. Die Sammlung umfasst alle Urteile des Parlements bis in die Regierungszeit Philipps V. im Jahr 1318 und stellt damit ein primäres Dokument zur Geschichte und Entwicklung der königlichen Rechtsprechung Frankreichs im 13. Jahrhundert dar.
Seit dem 14. Jahrhundert werden die ersten sieben Register der Urkundensammlung als „Olim“ bezeichnet, weil eines von ihnen mit den Worten beginnt: Olim homies de Baiona … (Einst [waren] die Männer aus Bayonne…). Der erste namentlich bekannte Redakteur der Olim war der Rechtsgelehrte Jean de Montluçon, welcher das Amt des „Parlamentsschreibers“ von 1257 bis 1273 wahrnahm.